# Opechona menidiae
Opechona menidiae är en plattmaskart. Opechona menidiae ingår i släktet Opechona och familjen Lepocreadiidae. Inga underarter finns listade i Catalogue of Life.